# چرماکاوان
چرماکاوان (به ارمنی: Ճերմակավան) یک روستا در ارمنستان است که در استان تاووش واقع شده‌است.  در  کیلومتری شمال ایجوان، مرکز استان تاووش واقع شده است.

## خصوصیات
چرماکاوان نفر جمعیت دارد و در ارتفاع متر بالاتر از سطح دریا قرار گرفته‌است.